# Pylopagurus gorei
Pylopagurus gorei är en kräftdjursart som beskrevs av McLaughlin och Rafael Lemaitre 200. Pylopagurus gorei ingår i släktet Pylopagurus och familjen eremitkräftor. Inga underarter finns listade i Catalogue of Life.